# خالد بن سعد بن فهد آل سعود
الأمير خالد بن سعد بن فهد بن سعد بن عبد الرحمن آل سعود رئيس نادي الشباب السعودي السابق، أطلقت عليه الجماهير الشبابية لقب الرئيس الذهبي بعد أن حقق نادي الشباب في عهده إنجازات عديدة أهمها كأس الكؤوس الآسيوية عام 1422هـ/ 2001م. وأخوه هو الأمير عبد الله بن سعد بن فهد بن سعد بن عبد الرحمن آل سعود الذي يُعد رمزًا من رموز نادي الهلال السعودي.

## مسيرته الرياضية
ارتبط اسم رئيس الشباب الأمير خالد بن سعد بالإنجازات والبطولات، فالمطلع على الشأن الرياضي السعودي يدرك بأن بين الطرفين علاقة وثيقة، إذ يعتبر الأمير خالد الرئيس الذهبي للشباب وصانع أمجاده كونه قاد شيخ الأندية إلى منصات التتويج والذهب وكانت له بصمة قوية في صناعة ذلك الجيل الذي سيطر على البطولات المحلية ونال بطولات خارجية عدة في أوائل التسعينيات،
تولى الأمير خالد قيادة نادي الشباب ست مرات توج خلالها مع النادي بأبرز البطولات المحلية والإقليمية والقارية وبلغت عدد البطولات التي نالها مع الشباب 12 بطولة.

### الفترة الأولى
كانت المرة الأولى التي رأس فيها الأمير خالد بن سعد الشباب عام 1401هـ إذ ظل رئيساً له لمدة عشرة أعوام (إلى عام 1410هـ). ولم تخل هذه الفترة الرئاسية من الإنجازات والذهب فنال مع الفريق لقب كأس الاتحاد السعودي لكرة القدم مرتين متتاليتين عامي (1409،1408هـ)، غادر بعدها كرسي الرئاسة.

### الفترة الثانية
عاد في عام 1413هـ ورأس النادي لمدة ثلاثة أعوام (إلى عام 1415هـ) كانت ذهبية وبدأت خلالها صداقة الشبابيين مع الذهب، وتوج نادي الشباب في تلك الفترة بخمس بطولات، ففي العام الأول له (1413هـ) حقق الشباب الرباعية التاريخية كأول ناد يفعل ذلك عندما توج بكأس دوري خادم الحرمين الشريفين، وكأس ولي العهد، وبطولة الخليج للأندية، والبطولة العربية، وفي عام (1414هـ) خطف الشباب بطولة الخليج للمرة الثانية في تاريخه.

### الفترة الثالثة
ابتعد الأمير خالد بن سعد عن رئاسة الشباب في نهاية موسم 1415هـ ولم يحقق في هذا الموسم أي بطولة.
ولم يغب الأمير خالد كثيراً عن كرسي الرئاسة إذ عاد له من جديد في عام 1417هـ واستمر هذه المرة أربعة مواسم (إلى عام 1420هـ) توج خلالها بلقبين أحدهما محلي (كأس ولي العهد موسم 1419هـ) والآخر خارجي عندما فاز الشباب بالبطولة العربية موسم 1420هـ.

### الفترة الرابعة
قاد النادي من موسم 1421 حتى 1424 اختتمها بتحقيق الفريق للقب كأس دوري خادم الحرمين الشريفين.

### الفترة الخامسة
تولى رئاسة نادي الشاب عام 1427 لموسم واحد.

### الفترة السادسة
عاد لرئاسة الشباب عام 1435هـ (2014م) بعد غياب دام 8 سنوات، واستقال عام 1436هـ (2015م).

## صنع الجيل الذهبي في التسعينات
تنحى الأمير خالد بن سعد عن مكانه وسلم المهمة لمحمد النويصر عامين عاد بعدها مجدداً لرئاسة نادي الشباب وكان ذلك في موسم 1421هـ واستمر فترة رئاسية كاملة دامت أربعة أعوام حقق خلالها ثلاثة إنجازات كُبرى تمثلت في بطولة النخبة العربية (1421هـ) وكأس الكؤوس الآسيوية كأغلى إنجاز لنادي الشباب طوال تاريخ النادي (1422هـ)، ومع نهاية فترته الرئاسية قاد الأمير خالد بن سعد الشباب للتتويج بلقب دوري كأس خادم الحرمين الشريفين بعد فوزه على الاتحاد في جدة 1-صفر وذلك في مباراة مانجا الشهيرة (1424هـ)، ويعتبر هذا اللقب هو الأخير الذي حققه الشباب تحت قيادته ورئاسته للنادي، وبالرغم من رئاسته له عام 1427هـ أشهر عدة إلا أنه لم ينجح في تحقيق أي بطولة.
الشبابيون يعلمون جيداً قيمته، إلا أنهم يضعون أيديهم على قلوبهم خوفاً من سياسته التي كان يتبعها في فتراته الرئاسية من خلال تفريطه بنجوم الفريق وبيعه لعقود أبرز اللاعبين أمثال فهد المهلل وفؤاد أنور وصالح الداود ومرزوق العتيبي وغيرهم من اللاعبين المميزين.
الأمير خالد بن سعد عُرف عنه دعمه للاعبين الشبان وإجادته «الإحلال» لاسيما وأنه يمتلك لاعبين شبانا مميزين في فرق الفئات السنية.
وأكثر ما يُحسب للرئيس الشبابي أن أفضل المحترفين الأجانب الذين مروا على الشباب حضروا في عهده أمثال المدافع منصور أياندو ورشيد الداوودي وبلادي كوما وأترام ومانجا، وهو ما يؤكد أنه يمتلك نظرة فنية مميزة.

## إنجازاته مع نادي الشباب
- 1- كأس الاتحاد السعودي مرتين متتاليتين عامي 1408هـ - 1409هـ
- 2- كأس دوري خادم الحرمين الشريفين 1413هـ
- 3- كأس ولي العهد السعودي 1413هـ
- 4- كأس الخليج للأندية 1413هـ
- 5- دوري أبطال العرب 1413هـ
- 6- كأس الخليج للأندية 1414هـ
- 7- كأس ولي العهد السعودي 1419هـ
- 8- دوري أبطال العرب 1420هـ
- 9- كاس الاتحاد السعودي 1420 هـ
- 10- بطولة النخبة العربية 1421هـ
- 11- كأس الكؤوس الآسيوية 1422هـ
- 12- كأس دوري خادم الحرمين الشريفين 1424هـ
- 13- كأس السوبر السعودي 1435 هـ
- 14- كاس الامير فيصل بن فهد 1436 هـ

| سبقه محمد بن جمعة الحربي | رؤساء نادي الشباب السعودي | تبعه طلال بن حسن آل الشيخ |

## روابط خارجية
- برنامج وينك ؟ مع الأمير خالد بن سعد رئيس نادي الشباب السابق
- لقاء #ياهلا_رمضان مع الأمير خالد بن سعد رئيس نادي الشباب كاملا